# Hina Kino
 (avril 2022).
La mise en forme du texte ne suit pas les recommandations de Wikipédia : il faut le « wikifier ».
Les points d'amélioration suivants sont les cas les plus fréquents. Le détail des points à revoir est peut-être précisé sur la page de discussion.
- Les titres sont pré-formatés par le logiciel. Ils ne sont ni en capitales, ni en gras.
- Le texte ne doit pas être écrit en capitales (les noms de famille non plus), ni en gras, ni en italique, ni en « petit »…
- Le gras n'est utilisé que pour surligner le titre de l'article dans l'introduction, une seule fois.
- L'italique est rarement utilisé : mots en langue étrangère, titres d'œuvres, noms de bateaux, etc.
- Les citations ne sont pas en italique mais en corps de texte normal. Elles sont entourées par des guillemets français : « et ».
- Les listes à puces sont à éviter, des paragraphes rédigés étant largement préférés. Les tableaux sont à réserver à la présentation de données structurées (résultats, etc.).
- Les appels de note de bas de page (petits chiffres en exposant, introduits par l'outil «  Source ») sont à placer entre la fin de phrase et le point final[comme ça].
- Les liens internes (vers d'autres articles de Wikipédia) sont à choisir avec parcimonie. Créez des liens vers des articles approfondissant le sujet. Les termes génériques sans rapport avec le sujet sont à éviter, ainsi que les répétitions de liens vers un même terme.
- Les liens externes sont à placer uniquement dans une section « Liens externes », à la fin de l'article. Ces liens sont à choisir avec parcimonie suivant les règles définies. Si un lien sert de source à l'article, son insertion dans le texte est à faire par les notes de bas de page.
- La présentation des références doit suivre les conventions bibliographiques. Il est recommandé d'utiliser les modèles {{Ouvrage}}, {{Chapitre}}, {{Article}}, {{Lien web}} et/ou {{Bibliographie}}. Le mode d'édition visuel peut mettre en forme automatiquement les références.
- Insérer une infobox (cadre d'informations à droite) n'est pas obligatoire pour parachever la mise en page.

Pour une aide détaillée, merci de consulter Aide:Wikification.
Si vous pensez que ces points ont été résolus, vous pouvez retirer ce bandeau et améliorer la mise en forme d'un autre article.
Hina Kino (木野日菜, Kino Hina), née le 12 février 1997, est une seiyū japonaise de la préfecture de Saitama, affiliée à Amuleto,.

## Biographie
Kino est né dans la préfecture de Saitama le 12 février 1997,. Elle s'était intéressée à l'anime et au manga dès son plus jeune âge, appréciant particulièrement les séries One Piece et Daily Lives of High School Boys, Au cours de ses années de collège, elle a pris conscience de la carrière de comédienne après avoir regardé un talk-show produit par le magazine de jeux Famitsu ; son intérêt pour le doublage a été davantage influencé par le visionnage du film One Piece: Episode of Chopper: Bloom in the Winter, Miracle Sakura. Pour ces raisons, elle a décidé de poursuivre une carrière de comédienne à son entrée au lycée.
Kino s'est inscrite dans une école de formation en doublage au cours de sa troisième année de lycée. Après avoir terminé sa formation, elle fait ses débuts en tant que doubleuse dans le jeu vidéo Thousand Memories de 2014. Selon elle, comme c'était son premier rôle et qu'elle craignait de savoir comment cela se passerait, elle a décidé de "s'entraîner rigoureusement" pour le rôle. Son premier anime a suivi la même année lorsqu'elle a joué le rôle d'une serveuse dans un épisode de la série animée A Good Librarian Like a Good Shepherd. En 2016, elle a joué son premier rôle principal en tant que Silvia Silkcut dans la série animée Hybrid × Heart Magias Academy Ataraxia,. En 2017, elle interprète le rôle de Collon dans la série animée WorldEnd. En 2018, elle interprète les rôles de Sayaka Itomi dans Katana Maidens ~ Toji No Miko et Hanako Honda dans Asobi Asobase,. Elle et ses co-stars d' Asobi Asobase ont interprété les thèmes d'ouverture et de clôture de la série "Three Piece" (スリピス, Suripisu)  et "Inkya Impulse" (インキャインパルス, Inkya Inparusu) , respectivement.

## Filmographie

### Animé
- 2014 : Un bon bibliothécaire comme un bon berger (serveuse)[1]
- 2015 : Échantillon de Shomin (Dame, Femme de chambre)[1]
- 2015 : Magical Somera-chan (hamster, loutre de mer, numéro humain artificiel 1260)[1]
- 2016 : Erased (Misato)[1]
- 2016 : Les étoiles d'Aikatsu ! (Ayumi Naruse)[1]
- 2016 : Love Live! Sunshine!! (Étudiant)[1]
- 2016 : Code Qualidea (étudiant)[1]
- 2016 : Hybrid × Heart Magias Academy Ataraxia (Sylvia Silkcut)[4]
- 2016 : Scared Rider Xechs (Femme A) [1]
- 2017 : Gabriel DropOut (Alexandre, chat, enfant, foule, fille, caniche, Ueno)[1]
- 2017 : WorldEnd (Collon)[3]
- 2017 : Senki Zessho Symphogear AXZ (Tiki)[1]
- 2017 : Princess Principal (Julie)[1]
- 2018 : Katana Maidens ~ Toji No Miko (Sayaka Itomi)[5]
- 2018 : Slow Start (Banbi Fujii)[8]
- 2018 : Steins; Porte 0 (Kaede Kurushima)[9]
- 2018 : Asobi Asobase (Hanako Honda)[6]
- 2018 : Overlord III (Kuuderika)[10]
- 2019 : Mini Toji (Sayaka Itomi) [5]
- 2019 : Sword Art Online: Alicisation (Linel)
- 2019 : Wataten ! : Un ange s'est envolé vers moi (Yuu Matsumoto)
- 2019 : Kaguya-sama : L'amour, c'est la guerre (Mikiti)
- 2019 : Star☆Twinkle PreCure (Lala Hagoromo)[11]
- 2019 : Astra perdue dans l'espace (Funicia Raffaëlli)[12]
- 2019 : YU-NO : Une fille qui chante l'amour aux limites de ce monde (Ai)
- 2019 : Isekai Cheat Magicien (Miro, Mero)[13]
- 2019 : Employé de bureau africain (Sasshō Hamster)[14]
- 2020 : Seton Academy (Ranka Okami)[15]
- 2020 : Kuma Kuma Kuma Bear (Flore)[16]
- 2021 : Heaven's Design Team (Kenta)[17]
- 2021 : Irina: The Vampire Cosmonaut (Anya Simonyan)[18]
- 2022 : RPG Immobilier (Fa)[19]
- 2022 : Hataraku Mao-sama! (Hélas Ramus)[20]
- 2022 : Gestion de l'alchimiste novice (Rorea)[21]
- 2023: Les carnets de l'apothicaire (Dame Lishu)

### Jeux vidéo
- 2018 : Magia Record (Ikumi Makino) [1]
- 2020 : Project Sekai : Colourful Stage feat. Hatsune Miku (Emu Otori)[1]
- 2020 : Crash Fever (Benoît)
- 2021 : Cookie Run: Royaume (Moon Rabbit Cookie)
- 2021 : Miitopia (voix féminine Mii)
- 2021 : Deep Insanity: Asylum (Penthésilée)[22]
- 2022 : Honkai Impact 3rd (Griseo)
- 2023 : Fire Emblem Engage (Hortensia)
- 2024 : Fire Emblem Heroes (Hortensia)
- 2024 : Genshin Impact (Sigewinne)